# Siemion Iwanow (generał)
Siemion Pawłowicz Iwanow (ros. Семён Павлович Иванов, ur. 31 sierpnia?/13 września 1907 we wsi Porieczenko w obwodzie smoleńskim, zm. 26 września 1993 w Moskwie) – radziecki dowódca wojskowy, generał armii, Bohater Związku Radzieckiego (1945).

## Życiorys
Po ukończeniu szkoły od 1919 pracował przy remoncie kolei w Smoleńsku i jednocześnie uczył się w szkole drugiego stopnia i działał w Komsomole, od 1921 jako młodociany służył w oddziałach specjalnego przeznaczenia. W 1926 wstąpił do Armii Czerwonej, 1929 ukończył 1 Moskiewską Szkołę Piechoty i został członkiem WKP(b), we wrześniu 1929 został dowódcą plutonu w 46 pułku 16 Dywizji Piechoty w Leningradzkim Okręgu Wojskowym. Następnie był dowódcą kompanii, naczelnikiem szkoły pułkowej, dowódcą batalionu i pomocnikiem dowódcy pułku, 1936 został skierowany na studia do Akademii Wojskowej im. Frunzego, którą ukończył w 1939, po czym został pomocnikiem szefa wydziału operacyjnego sztabu Uralskiego Okręgu Wojskowego, a wkrótce szefem sztabu 1 Korpusu Piechoty 8 Armii i na tym stanowisku uczestniczył w wojnie z Finlandią 1939-1940; walczył na Przesmyku Karelskim, za co został odznaczony. Od czerwca do grudnia 1941 był szefem wydziału operacyjnego - zastępcą szefa sztabu 13 Armii Frontu Zachodniego/Frontu Briańskiego, od grudnia 1941 do lipca 1942 szefem sztabu 38 Armii Frontu Południowo-Zachodniego, w lipcu-sierpniu 1942 szefem sztabu 1 Armii Pancernej, a w sierpniu 1942 szefem wydziału operacyjnego sztabu Frontu Południowo-Wschodniego. Od sierpnia do października 1942 był szefem sztabu 1 Armii Gwardii Frontu Południowo-Wschodniego/Stalingradzkiego/Dońskiego, od października do grudnia 1942 szefem wydziału operacyjnego sztabu Frontu Południowo-Zachodniego, od grudnia 1942 do maja 1943 szefem sztabu Frontu Południowo-Zachodniego, a od maja do października 1943 szefem sztabu Frontu Woroneskiego.
W październiku-listopadzie 1943 był szefem sztabu 1 Frontu Ukraińskiego, od listopada 1943 do czerwca 1944 szefem sztabu Frontu Zakaukaskiego, od 29 października 1944 do końca wojny z Niemcami szefem sztabu 3 Frontu Ukraińskiego, a od czerwca do września 1945 szefem sztabu Głównego Dowództwa Radzieckich Wojsk na Dalekim Wschodzie, uczestniczył w wojnie z Japonią, m.in. w rozgromieniu Armii Kwantuńskiej. 24 czerwca 1945 wziął udział w Paradzie Zwycięstwa na Placu Czerwonym w Moskwie. Od marca 1946 do listopada 1948 był szefem sztabu Białoruskiego Okręgu Wojskowego, od listopada 1948 do czerwca 1952 szefem sztabu Grupy Wojsk Radzieckich w Niemczech, od czerwca 1952 do lipca 1953 szefem sztabu Odeskiego Okręgu Wojskowego, a od lipca 1953 do kwietnia 1956 szefem sztabu Moskiewskiego Okręgu Wojskowego. Od kwietnia 1959 do września 1962 był szefem sztabu Kijowskiego Okręgu Wojskowego, od września 1959 do grudnia 1962 szefem Głównego Zarządu Operacyjnego - zastępcą szefa Sztabu Generalnego Sił Zbrojnych ZSRR, od marca 1963 do września 1964 szefem sztabu Syberyjskiego Okręgu Wojskowego, od 24 maja 1968 do lutego 1973 komendantem Wojskowej Akademii Sztabu Generalnego Sił Zbrojnych ZSRR im. Woroszyłowa, a od lutego 1973 do 1992 wojskowym inspektorem-doradcą Grupy Generalnych Inspektorów Ministerstwa Obrony ZSRR, następnie zakończył służbę wojskową. Został pochowany na Cmentarzu Nowodziewiczym.

## Awanse
- kapitan (1936)
- major
- podpułkownik
- pułkownik (styczeń 1941)
- generał major (14 października 1942)
- generał porucznik (19 stycznia 1943)
- generał pułkownik (19 kwietnia 1945)
- generał armii (19 lutego 1968)

## Odznaczenia
- Złota Gwiazda Bohatera Związku Radzieckiego (8 września 1945)
- Order Lenina (trzykrotnie - 19 stycznia 1943, 8 września 1945 i 28 sierpnia 1987)
- Order Rewolucji Październikowej (30 sierpnia 1977)
- Order Czerwonego Sztandaru (sześciokrotnie, m.in. w maju 1940, 27 marca 1942, 27 sierpnia 1943 i 22 lutego 1968)
- Order Suworowa  I klasy (28 kwietnia 1945)
- Order Kutuzowa I klasy (29 czerwca 1945)
- Order Wojny Ojczyźnianej I klasy (11 marca 1985)
- Order Czerwonego Sztandaru Pracy (30 sierpnia 1967)
- Order Czerwonej Gwiazdy (3 listopada 1944)
- Order „Za służbę Ojczyźnie w Siłach Zbrojnych ZSRR” III klasy (30 kwietnia 1975)
- Legia Zasługi (Stany Zjednoczone)
- Krzyż Wojenny Czechosłowacki 1939 (Czechosłowacja)
- Order Jana Žižki (Czechosłowacja)

Oraz medale ZSRR i inne ordery zagraniczne.